# جايسون تورنر
جايسون تورنر هو متزلج فني كندي، ولد في 2 يناير 1971.

## وصلات خارجية
- جايسون تورنر على موقع أوليمبيديا (الإنجليزية)